# Symplocos flosfragrans
Symplocos flosfragrans là một loài thực vật có hoa trong họ Dung. Loài này được Chaparro miêu tả khoa học đầu tiên năm 1976.